# Pamela Reed
Pamela Reed (Tacoma, 2 aprile 1949) è un'attrice statunitense.

## Biografia
È conosciuta come doppiatrice del personaggio di Ruth Powers in vari episodi de I Simpson e per l'interpretazione del poliziotto partner di Arnold Schwarzenegger nel film Un poliziotto alle elementari (1990). Successivamente ha interpretato il ruolo di Gail Green nella serie televisiva drammatica Jericho trasmessa negli Stati Uniti dalla CBS per due stagioni, prima della sospensione della serie.
Ha inoltre partecipato a due episodi della serie CSI - Scena del crimine nel ruolo di Donna Hoppe, esperta in genealogia.

### Vita privata
Pamela Reed è sposata dal 1988 con il regista Sandy Smolan. Vive dal 2004 a Hancock Park (California), con suo marito e i suoi due figli, Reed e Lily, entrambi adottati con il matrimonio.

## Filmografia parziale

### Cinema
- I cavalieri dalle lunghe ombre (The Long Riders), regia di Walter Hill (1980)
- Una volta ho incontrato un miliardario (Melvin and Howard), regia di Jonathan Demme (1980)
- Uno scomodo testimone (Eyewitness), regia di Peter Yates (1981)
- L'ospedale più pazzo del mondo (Young Doctors in Love), regia di Garry Marshall (1982)
- Uomini veri (The Right Stuff), regia di Philip Kaufman (1983)
- The Goodbye People (The Right Stuff), regia di Herb Gardner (1984)
- Cro Magnon: odissea nella preistoria (The Clan of the Cave Bear), regia di Michael Chapman (1986)
- Tempi migliori (The Best of Times), regia di Roger Spottiswoode (1986)
- Rachel River, regia di Sandy Smolan (1987)
- Doppio inferno (Chattahoochee), regia di Mick Jackson (1989)
- Cadillac Man - Mister occasionissima (Cadillac Man), regia di Roger Donaldson (1990)
- Un poliziotto alle elementari (Kindergarten Cop), regia di Ivan Reitman (1990)
- Bob Roberts, regia di Tim Robbins (1992)
- Saluti dal caro estinto (Passed Away), regia di Charlie Peters (1992)
- Junior, regia di Ivan Reitman (1994)
- Mr. Bean - L'ultima catastrofe (Bean), regia di Mel Smith (1997)
- Santa Fe, regia di Andrew Shea (1997)
- Why Do Fools Fall in Love - Un ragazzo di talento (Why Do Fools Fall In Love), regia di Gregory Nava (1998)
- Standing on Fishes, regia di Meredith Scott Lynn, Bradford Tatum (1999)
- Rapimento e riscatto (Proof of Life), regia di Taylor Hackford (2000)
- Life of the Party, regia di Barra Grant (2005)
- La casa dei sogni (The Architect), regia di Jonathan Parker (2016)
- Savannah Sunrise, regia di Randall Stevens (2016)
- Outside In, regia di Lynn Shelton (2017)
- The Long Dumb Road, regia di Hannah Fidell (2018)
- Language Arts, regia di Cornelia Duryée (2020)
- The Burial - Il caso O'Keefe (The Burial), regia di Maggie Betts (2023)

### Televisione
- I piloti di Spencer (Spencer's Pilots) - serie TV, 1 episodio (1976)
- Mike Andros (The Andros Targets) - serie TV, 13 episodi (1977)
- All's Well That Ends Well, regia di Wilford Leach - film TV (1978)
- Una storia d'amore ( Inmates: A Love Story), regia di Guy Green - film TV (1981)
- Cuore d'acciaio (Heart of Steel), regia di Donald Wrye – film TV (1983)
- I Want to Live, regia di David Lowell Rich - film TV (1983)
- Mississippi (The Mississippi) - serie TV, 1 episodio (1983)
- Scandal Sheet, regia di David Lowell Rich - film TV (1985)
- Hemingway, regia di Bernhard Sinkel – miniserie TV (1988)
- L.A. Law - Avvocati a Los Angeles (L.A. Law) – serie TV, episodio 3x03 (1988)
- Tanner '88, regia di Robert Altman - miniserie TV (1988)
- Caroline?, regia di Joseph Sargent - film TV (1990)
- Grand - serie TV, 26 episodi (1990)
- The Civil War - miniserie TV documentario (1990) - voce
- Il prezzo del passato (Woman with a Past), regia di Mimi Leder - film TV (1992)
- I Simpson - serie TV, 3 episodi (1992-2003) - voce
- Album di famiglia (Family Album), regia di Jack Bender - miniserie TV (1993)
- Born Too Soon, regia di Noel Nosseck - film TV (1993)
- Buford's Got a Gun, regia di Robert Ryder - film TV (1995)
- Deadly Whispers, regia di Bill L. Norton - film TV (1995)
- The Home Court - serie TV, 20 episodi (1995-1996)
- Critical Choices, regia di Claudia Weill - film TV (1996)
- Un mondo più giusto (The Man Next Door), regia di Lamont Johnson – film TV (1996)
- Un nemico nell'ombra (Carriers), regia di Alan Metzger - film TV (1998)
- The Kennedys, regia di Andrew D. Weyman – film TV (2001)
- Book of Days, regia di Harry Ambrose - film TV (2003)
- Giudice Amy (Judging Amy) – serie TV, episodio 4x24 (2003)
- JAG - Avvocati in divisa (JAG) – serie TV, episodio 10x04 (2004)
- Tanner on Tanner - serie TV, 4 episodi (2004)
- Dynasty: The Making of a Guilty Pleasure, regia di Matthew Miller - film TV, (2005)
- Jane Doe – La dichiarazione d'indipendenza (Jane Doe: Now You See It, Now You Don't), regia di Armand Mastroianni - film TV (2005)
- Jericho - serie TV, 29 episodi (2006-2008)
- Pepper Dennis - serie TV, 13 episodi (2006)
- Eli Stone – serie TV, 2 episodi (2008)
- The Beast – serie TV, 2 episodi (2009)
- Parks and Recreation – serie TV, 46 episodi (2009-2012)
- United States of Tara – serie TV, 36 episodi (2009-2011)
- Grey's Anatomy - serie TV, episodio 6x14 (2010)
- Proposition 8 Trial Re-Enactment - Documentario TV (2010)
- CSI - Scena del crimine (CSI: Crime Scene Investigation) – serie TV, 2 episodi  (2011-2012)
- Perception - serie TV, episodio 1x03 (2012)
- Criminal Minds – serie TV, episodio 10x05 (2014)
- NCIS: Los Angeles – serie TV, 14 episodi (2015-2023)

## Doppiatrici italiane
Nelle versioni in italiano delle opere in cui ha recitato, Pamela Reed è stata doppiata da:
- Aurora Cancian in Jericho, Eli Stone, NCIS: Los Angeles
- Anna Rita Pasanisi in Un poliziotto alle elementari, Junior
- Paila Pavese in Cadillac Man - Mister occasionissima
- Marzia Ubaldi ne I cavalieri dalle lunghe ombre
- Fabrizia Castagnoli in Rapimento e riscatto
- Antonella Rinaldi in Mr. Bean - L'ultima catastrofe
- Marta Altinier in Bob Roberts
- Gabriella Borri in Caroline?
- Lorenza Biella in Criminal Minds
- Ludovica Modugno in CSI - Scena del crimine
- Chiara Salerno in Grey's Anatomy
- Melina Martello in Perception
- Mirta Pepe in The Burial - Il caso O'Keefe